# 船越優蔵
船越 優蔵（ふなこし ゆうぞう、1977年6月12日 - ）は、兵庫県神戸市出身の元サッカー選手、サッカー指導者。現役時代のポジションは、フォワード（FW） 。S級指導者ライセンス所持）。

## 来歴
1993年、U-17世界選手権で初のベスト8に入ったU-17日本代表の中心選手。中田英寿・宮本恒靖・松田直樹・戸田和幸などメンバーが揃うチームのエースストライカーであった。1995年サンフレッチェ広島の今西和男総監督は、高木琢也の後継者として船越に目をつけスカウトしようとしていた。その際、船越は海外留学を強く希望していたが、今西には「コミュニケーション能力が備わってない状況で海外留学させる気はない」ポリシーがあったため手を引いた。

### 選手時代
1996年、ガンバ大阪に加入。同年途中よりオランダ・エールステ・ディヴィジ（2部）のFCテルスターにサッカー留学。給与をG大阪側が負担していたためテルスターが賃金を支払っていないことが規約面で問題となり、シーズン終盤は出場停止になった。G大阪に復帰後、1997年7月5日のJリーグ1stステージ第13節浦和レッズ戦で途中出場によりJリーグ初出場。1998年まで在籍したG大阪ではリーグ戦3試合のみの出場にとどまった。
1999年、ベルマーレ平塚（翌年より湘南ベルマーレ）に移籍。開幕戦から先発起用され、1999年3月27日のJ1リーグ1stステージ第4節ジュビロ磐田戦でJリーグ初ゴールを記録。同年2ndステージは試合出場がなく、同シーズン限りで一旦戦力外となる。2000シーズンより湘南の新監督に就任した加藤久の声掛けで練習生として復帰し、2000年3月に再契約した。
2001年、大分トリニータに移籍。J2リーグ戦27試合に出場してキャリアハイとなる9ゴールをあげる。2002年、アルビレックス新潟に移籍。新潟でもコンスタントに出場機会を得ていたが、10月23日の大分戦でアキレス腱を断裂する。2005年5月28日のナビスコカップ大宮アルディージャ戦で再びアキレス腱を断裂し、さらにリハビリ中に再断裂して復帰が遅れた。2006年に復帰したが、同年限りで新潟との契約が満了となる。
2007年、東京ヴェルディに移籍。先発起用されたJ2開幕戦にて開始45秒でゴールを記録したのをはじめ、開幕からの5試合で3ゴールを決める。シーズン途中からはチームの戦術変更により出場機会を失ったが、出場停止のフッキの代役として13試合ぶりの出場となった第51節愛媛FC戦では全2ゴールをあげた。この試合に2-1で勝利したことにより東京VはJ1復帰を決定的なものとした。同シーズン限りでの契約満了に伴う退団が発表されたが、新監督の高木琢也の強い希望により2009年1月17日に再契約が発表された。2009シーズン終了後、契約満了に伴い退団。
2010年より、SC相模原へ完全移籍したが、同年をもって現役を引退。

### 引退後
2011年より、アルビレックス新潟・U-13監督に就任。
2013年よりザスパクサツ群馬のコーチに就任。
2015年、JFAアカデミー福島男子U-14監督に就任。
2023年7月、U-18日本代表監督に就任。

## 所属クラブ
ユース経歴
・高倉台サッカークラブ(神戸市)
- 神戸市立高倉中学校
- 長崎県立国見高等学校

プロ経歴
- 1996年 - 同年7月  ガンバ大阪
- 1996年7月 - 1997年6月  テルスター
- 1997年6月 - 1998年  ガンバ大阪
- 1999年 - 2000年  ベルマーレ平塚 / 湘南ベルマーレ
- 2001年  大分トリニータ
- 2002年 - 2006年  アルビレックス新潟
- 2007年 - 2009年  東京ヴェルディ
- 2010年  S.C.相模原

## 個人成績
| 国内大会個人成績 | 国内大会個人成績 | 国内大会個人成績 | 国内大会個人成績 | 国内大会個人成績 | 国内大会個人成績 | 国内大会個人成績 | 国内大会個人成績 | 国内大会個人成績 | 国内大会個人成績 | 国内大会個人成績 | 国内大会個人成績 |
| 年度             | クラブ           | 背番号           | リーグ           | リーグ戦         | リーグ戦         | リーグ杯         | リーグ杯         | オープン杯       | オープン杯       | 期間通算         | 期間通算         |
| 年度             | クラブ           | 背番号           | リーグ           | 出場             | 得点             | 出場             | 得点             | 出場             | 得点             | 出場             | 得点             |
| 日本             | 日本             | 日本             | 日本             | リーグ戦         | リーグ戦         | リーグ杯         | リーグ杯         | 天皇杯           | 天皇杯           | 期間通算         | 期間通算         |
| ---------------- | ---------------- | ---------------- | ---------------- | ---------------- | ---------------- | ---------------- | ---------------- | ---------------- | ---------------- | ---------------- | ---------------- |
| 1996             | G大阪            | -                | J                | 0                | 0                | 0                | 0                | -                | -                | 0                | 0                |
| オランダ         | オランダ         | オランダ         | オランダ         | リーグ戦         | リーグ戦         | リーグ杯         | リーグ杯         | KNVBカップ       | KNVBカップ       | 期間通算         | 期間通算         |
| 1996-97          | テルスター       |                  | 2部              | 18               | 2                |                  |                  | 1                | 0                | 19               | 2                |
| 日本             | 日本             | 日本             | 日本             | リーグ戦         | リーグ戦         | リーグ杯         | リーグ杯         | 天皇杯           | 天皇杯           | 期間通算         | 期間通算         |
| 1997             | G大阪            | 18               | J                | 2                | 0                | 0                | 0                | 3                | 1                | 5                | 1                |
| 1998             | G大阪            | 18               | J                | 1                | 0                | 1                | 1                | 0                | 0                | 2                | 1                |
| 1999             | 平塚             | 9                | J1               | 12               | 1                | 2                | 0                | 0                | 0                | 14               | 1                |
| 2000             | 湘南             | 32               | J2               | 8                | 0                | 1                | 0                | 0                | 0                | 9                | 0                |
| 2001             | 大分             | 12               | J2               | 27               | 9                | 0                | 0                | 3                | 0                | 30               | 9                |
| 2002             | 新潟             | 28               | J2               | 34               | 7                | -                | -                | 0                | 0                | 34               | 7                |
| 2003             | 新潟             | 28               | J2               | 22               | 4                | -                | -                | 3                | 1                | 25               | 5                |
| 2004             | 新潟             | 28               | J1               | 4                | 0                | 3                | 0                | 1                | 0                | 8                | 0                |
| 2005             | 新潟             | 28               | J1               | 7                | 1                | 2                | 0                | 0                | 0                | 9                | 1                |
| 2006             | 新潟             | 28               | J1               | 4                | 0                | 0                | 0                | 0                | 0                | 4                | 0                |
| 2007             | 東京V            | 19               | J2               | 26               | 8                | -                | -                | 1                | 0                | 27               | 8                |
| 2008             | 東京V            | 19               | J1               | 7                | 1                | 2                | 0                | 1                | 0                | 10               | 1                |
| 2009             | 東京V            | 19               | J2               | 11               | 0                | -                | -                | 1                | 0                | 12               | 0                |
| 2010             | 相模原           | 11               | 神奈川1部        |                  |                  | -                | -                | -                | -                |                  |                  |
| 通算             | 日本             | 日本             | J1               | 37               | 3                | 10               | 1                | 5                | 1                | 52               | 4                |
| 通算             | 日本             | 日本             | J2               | 128              | 28               | 1                | 0                | 8                | 1                | 137              | 29               |
| 通算             | 日本             | 日本             | 神奈川1部        |                  |                  | -                | -                | 0                | 0                |                  |                  |
| 通算             | オランダ         | オランダ         | 2部              | 18               | 2                |                  |                  | 1                | 0                | 19               | 2                |
| 総通算           |                  |                  |                  |                  |                  |                  |                  |                  |                  |                  |                  |

## 代表歴
- 1993年 U-17世界選手権

## 指導歴
- 2011年 - 2012年 アルビレックス新潟U-13 監督
- 2013年 - 2014年 ザスパクサツ群馬 コーチ
- 2015年 - 2020年 JFAアカデミー福島 U-14 監督
- 2020年 U-17サッカー日本代表 監督
- 2021年 - JFAアカデミー福島 チーフコーチ兼監督
- 2021年 - U-19～U-20サッカー日本代表 コーチ
- 2023年 - U-18サッカー日本代表 監督